# Jag spelar för dig
Jag spelar för dig (engelska: Melody Time) (på svenska även känd som Vilde Bill bjuder på fest och Melodistunden) är en amerikansk animerad film från 1948, producerad av Walt Disney. Filmen hade biopremiär i USA.

## Handling
Jag spelar för dig var den sista av de tre animerade filmer bestående av korta filmer baserade på musikstycken som Disney gjorde under 1940-talet (de övriga två var Fantasia och Spela för mig). Filmens sju episoder presenteras av Buddy Clark och titelmelodin är skriven av Bennie Benjamin.
- En vintersaga (Once Upon a Wintertime), i regi av Hamilton Luske och manus av Art Scott och Mary Blair
  - Musik: "Once Upon a Wintertime" av Bobby Worth och Ray Gilbert
  - Framförd av Frances Langford

Ett ungt förälskat par råkar i gräl under en vinterutflykt och det slutar med att pojken måste rädda sin älskade från att drunkna. Filmen har senare släppts som fristående kortfilm.
- Bumble Boogie i regi av Jack Kinney och Hamilton Luske
  - Musik: "Humlans flykt" av Nikolaj Rimskij-Korsakov, i ett jazzarrangemang av Jackl Fina
  - Framförd av Freddy Martin (som också är filmens berättare), och hans orkester med Jack Fina på piano.

Titelns humla finner sig fast i en surrealistisk värld, där musikinstrument och taktpinnar utgör en dödsfara. Filmen har senare släppts ihopklippt med nedan nämnda Trees, som en fristående kortfilm med namnet Contrast in Rhythm
- Johnny Appleseed i regi av Wilfred Jackson och med manus av Winston Hibler, Joe Rinaldi, Erdman Penner och Jesse Marsh, baserat på en verklighetsbaserad legend.
  - Musik: "Johnny Appleseed" av Walter Kent
  - Framförd av Dennis Day, som också är filmens berättare.

Historien bygger på den amerikanska legenden om den gudfruktige och äppleplanterande John Chapman (1774-1885). Filmen har senare släppts som fristående kortfilm.
- Lilla Tråget (Little Toot), i regi av Clyde Geronimi. Manus av William Cottrell och Jesse Marsh, baserad på en dikt av Hardie Gramatky.
  - Musik: "Little Toot" av Allie Wruble
  - Framförd av Andrews Sisters (Laverne Andrews, Maxene Andrews och Patty Andrews)

Den lilla ångbåten "Lilla Tråget" drömmer om att en dag bli som sin far. Filmen har senare släppts som fristående kortfilm.
- Trees i regi av Jack Kinney och Hamilton Luske
  - Sång: Dikten "Trees" av Joyce Kilmer, som tonsatts inför filmen.
  - Framförd av Fred Waring

Berättelsen följer en träddunge under dag och natt, regn och sol, höst och vår. Filmen har senare släppts ihopklippt med ovan nämnda Bumble Boogie, som en fristående kortfilm med namnet Contrast in Rhythm
- Blame it on the Samba i regi av Clyde Geronimi
  - Sång: "Blame it on the Samba" av Ernesto Nazareth och Ray Gilbert
  - Framförd av Ethel Smith och Dining Sisters (Ginger Dinning, Jean Dinning och Lou Dinning).

Kalle Anka, José Carioca och Aracuan slår sig loss i en sydamerikansk samba. Filmen har senare släppts som fristående kortfilm.
- Pecos Bill i regi av Clyde Geronimi och med manus av Erdman Penner och Joe Rinaldi
  - Sång: "Blue Shadows on the Trail" och "Pecos Bill", båda av Elliot Daniel
  - Framförd av Bob Nolan och Roy Rogers (som också är filmens berättare) samt Sons of the Pioneers (Pat Brady, Lloyd Perryman, Tim Spencer, Hugh Farr och Karl Farr)

Runt lägerelden berättar sångarna för barnskådespelarna Bobby Driscoll och Luana Patten legenden om Vilda Västern-hjälten Pecos Bill och hur han fann kärleken. Lägereldscenen är spelfilm, medan huvudhistorien är animerad. Filmen har senare släppts som fristående kortfilm.

## Rollista
Utöver filmens berättare - Buddy Clark, Freddy Martin, Dennis Day, Roy Rogers, och Bob Nolan - och ovan nämnda artister medverkar också Pinto Colvig, som gör Aracuans läten. Endast episoden En vintersaga har dubbats till svenska.

### Fotnoter
1. ↑  Dave Smith (1998). Disney A to Z: The Updated Official Encyclopedia. Hyperion Books. sid. 357. ISBN 978-0786863914
2. 1 2  ”Melody Time”. Disneyania. 19 mars 1948. http://www.d-zine.se/filmer/melodytime.htm. Läst 20 augusti 2016.